# East Anglia ONE
East Anglia ONE est un parc éolien en mer qui compte 102 éoliennes à 43 km au large du comté anglais du Suffolk. Le parc occupe une zone de 300 km2 et a une puissance installée de 714 MW. Il est prévu que le projet crée près de 2900 emplois. East Anglia ONE a été retenu par le gouvernement britannique en juin 2013 dans le cadre du troisième tour de concessions maritimes d'exploitations éoliennes.
Le projet East Anglia prévoit six fermes éoliennes en mer qui pourraient à terme atteindre une puissance de 7,2 GW. East Anglia One est la première de ces six fermes. La construction a démarré en 2018, le but étant d'installer une centaine de turbines de quelque 7 MW chacune d'ici 2020. L'investissement a été évalué à 2,5 milliards de livres (2,69 milliards d'euros), et le tarif de rachat de cette électricité a été fixé, dès avril 2016, à 119 livres par mégawattheure. En août 2019, Iberdrola a annoncé la vente de 40 % du parc éolien East Anglia ONE pour la somme de 1,7 milliard d'euros (1,63 milliard de livres) à Green Investment group (GIG), filiale du fonds d'investissement australien Macquarie ; Iberdrola reste l'opérateur avec ses 60 % restants.
East Anglia ONE (102 turbines Siemens Gamesa 7 MW, 714 MW) est mis en service en juillet 2020.